# Krîve, Popilnea
Krîve (în ucraineană Криве) este localitatea de reședință a comunei Krîve din raionul Popilnea, regiunea Jîtomîr, Ucraina.

## Demografie
Componența lingvistică a localității Krîve
     Ucraineană (97,94%)
     Rusă (1,9%)
     Alte limbi (0,16%)
Conform recensământului din 2001, majoritatea populației localității Krîve era vorbitoare de ucraineană (97,94%), existând în minoritate și vorbitori de rusă (1,9%).